# Marta (espècie)
La marta o el mart (Martes martes) és una espècie de mamífer de la família dels mustèlids comuna a la major part d'Europa.

## Morfologia

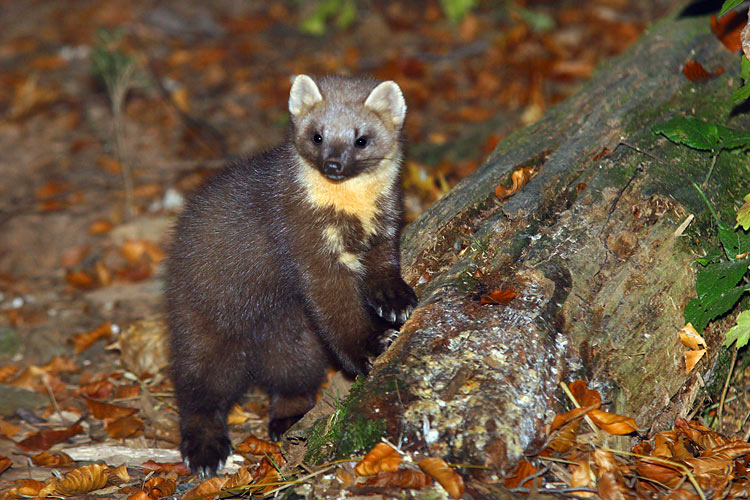
Marta

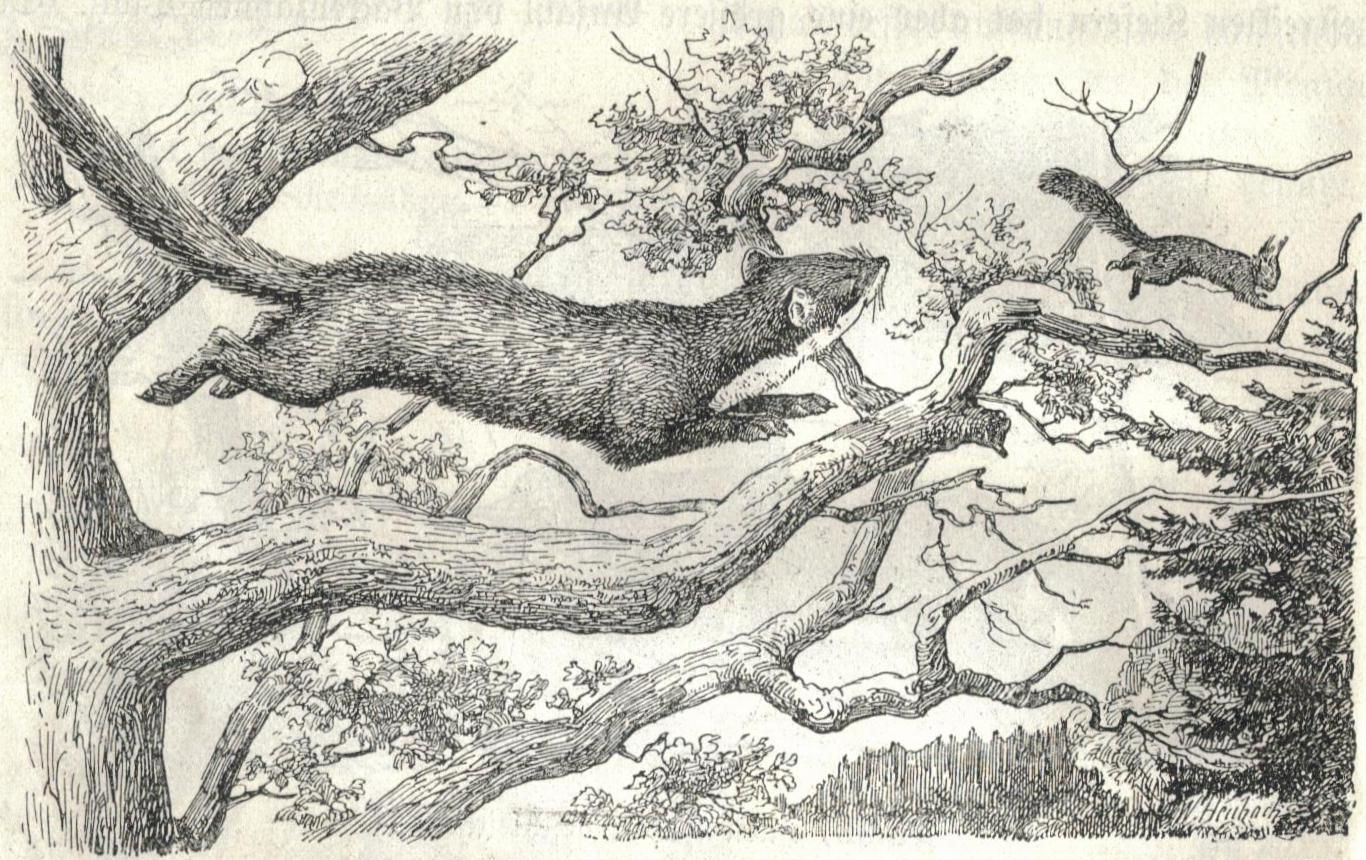
Dibuix de Walter Heubach

Seqüència de fotografies d'una marta.

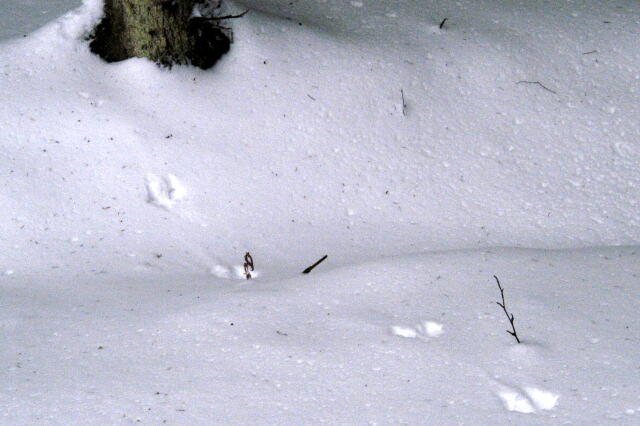
Petjades de marta a Commanster (les Ardenes, Bèlgica)

Fa prop de 25 cm d'alçada i 50 cm del cap fins al començament de la cua, que mesura prop de 30 cm. Un exemplar adult pesa al voltant d'1,5 kg (les femelles fan entre 740 i 1.200 g, mentre que els mascles pesen entre 800 i 1.600 g). Posseeix un cap petit, un musell agut, un cos prim, potes curtes encara més llargues que altres mustèlids i pelatge espès i suau, marró fosc en gairebé tot el cos, excepte a la gola i el ventre, que són d'un color crema groguenc. La marta té un total de 38 dents, observant-se en la mandíbula superior 6 incisives, 2 ullals, 8 premolars i 2 moles, i a la inferior, 2 moles més. També té marques facials de color més clar que la resta del cos. Es distingeix de la fagina (Martes foina) per tenir les orelles més grosses, el musell més esmolat i la gola de color crema en comptes de blanca. En captivitat viu fins a 18 anys, mentre que en la seva vida silvestre amb prou feines supera quatre anys. Arriba a la maduresa sexual a dos anys. Les seves cries solen néixer al març o abril, després d'un període de gestació de vora un mes. El seu pes en néixer és d'aproximadament 30 g.
No té el cos allargat com la mostela o el visó europeu i les seves potes són relativament més llargues. Les orelles són més visibles que en aquelles dues espècies. La cua és molt peluda, de manera que agafa més volum que la de la mostela i l'ermini. Les plantes dels peus es troben recobertes de pèls. El pelatge és llarg i llustrós, de color bru fosc amb tonalitats lleugerament vermelloses tant pel dors com pel ventre. A la gola hi té una taca de color entre groc i ataronjat (excepcionalment blanc) de forma variable i clarament visible, el baver.

## Subespècies
- Martes martes borealis (Kuznetsov, 1944).[3] Euràsia[4]
- Martes martes latinorum (Barrett-Hamilton, 1904).[5] Sardenya[6]
- Martes martes lorenzi (Ogniov, 1926).[7] Caucas[6]
- Martes martes martes (Linnaeus, 1758).[8] Euràsia[9]
- Martes martes minoricensis (Alcover, Delibes, Gosálbez i Nadal, 1987).[10] Euràsia[9]
- Martes martes notialis (Cavazza, 1912).[11] Sud d'Itàlia[6]
- Martes martes ruthena (Ogniov, 1926).[12] Europa[9]
- Martes martes uralensis (Kuznetsov, 1941).[13] Urals[6][14]

## Ecologia
Viu en ambients forestals, preferentment boscos de coníferes de muntanya, però també boscos caducifolis. Tolera la presència humana, sempre que no modifiqui gaire el seu hàbitat. Viu en el més profund del bosc, apartats del medi humà, pot recórrer tot el seu territori en una sola nit. També pot adaptar-se a la vida des del nivell del mar, fins als 1.700 msnm.
Semiarborícola, es desplaça perfectament tant per terra com per les capçades dels arbres, grimpant amb agilitat, saltant de l'un a l'altre i baixant pels troncs de cap per avall. Els seus caus solen ser forats d'arbres o nius d'esquirols o d'ocells grans, si bé també es pot retirar a dormir entre unes roques. És bàsicament crepuscular i nocturna, però a l'estiu i al principi de la tardor, també se la pot veure activa durant el dia. S'alimenten de petits mamífers, petites aus, insectes i granotes. També mengen alguns fruits i ous d'ocells.
La marta entra en zel entre els mesos de juny i agost, aquest període dura aproximadament 15 dies. En aquest lapse de temps s'observa més moviment dins dels territoris, diversos mascles s'ajunten per disputar-se a la femella. El mascle vencedor, juga i lluita amb la femella, i després de la fecundació, l'abandona. La femella fecunda els espermatozoides fins al mes de gener i el seu període de gestació dura 9 setmanes. Pot tenir fins a 7 cries, però normalment neixen entre 2 i 4, les quals neixen entre març i maig. Els individus joves no abandonen a la mare fins que aquesta entra en zel de nou l'estiu següent, aconseguint la maduresa sexual el mascle entre els 15 i 40 mesos, i la femella sobre els 27 mesos.
Les seves principals amenaces són la caça no sostenible, l'enverinament accidental i la pèrdua i fragmentació dels seus hàbitats forestals. A més, és una espècie encara perseguida per la seva pell en alguns països, tot i estar-hi, en teoria, protegida.

## Distribució
Es distribueix per gairebé tot el continent europeu des d'Escandinàvia fins a algunes illes del Mediterrani i fins a l'Àsia Menor així com fins al nord de les illes britàniques. Troba el límit meridional de la seva àrea de distribució a la península Ibèrica, on únicament apareix en una franja que va des del nord de Portugal fins al nord de la província de Lleida.
Es troba a Albània, Àustria, Bèlgica, Bòsnia i Hercegovina, Bulgària, França (incloent-hi Còrsega), Croàcia, Txèquia, Dinamarca, Estònia, Finlàndia, Alemanya, Gran Bretanya, Hongria, l'Iran, l'Iraq, Irlanda, Itàlia (incloent-hi Sardenya i Sicília), Letònia, Lituània, Luxemburg, Macedònia del Nord, Moldàvia, els Països Baixos, Noruega, Polònia, la península Ibèrica (incloent-hi Mallorca i Menorca), Romania, Rússia, Sèrbia, Montenegro, Eslovàquia, Eslovènia, Suècia, Suïssa, Turquia i Ucraïna. També es troba a Mallorca i a Menorca, principalment a les serres de Tramuntana i Llevant, a totes dues illes introduïda de l'home.

## Espècies semblants
La fagina té el baver sempre blanc i gran (normalment s'estén també per la part superior de les extremitats anteriors), les orelles més petites i separades i no té les plantes dels peus peludes.